# Rollenplotter
Der Rollenplotter, Walzenplotter oder Trommelplotter ist eine besondere Form des Plotters, bei dem das Papier über eine gummierte Rolle läuft und so vor- und rückwärts transportiert werden kann.
Das Gerät bleibt stationär, das Ausgabemedium wird hindurchbewegt und die Zeichenstifte werden nur in der Längsachse des Gerätes bewegt. Rollenplotter können daher im Vergleich zum Format des Ausgabemediums sehr kompakt gebaut werden.
Der Flachbettplotter ist eine andere Bauform, bei der das Gerät mindestens
so groß sein muss, wie das erwünschte Ausgabeformat, da das Papier in Blättern
oder Bögen auf einer ebenen Unterlage (zum Beispiel per Elektrostatik)
fixiert wird und der Plotter den Zeichenstift per XY-Antrieb darüberbewegt.